# Plantages in Sint Eustatius

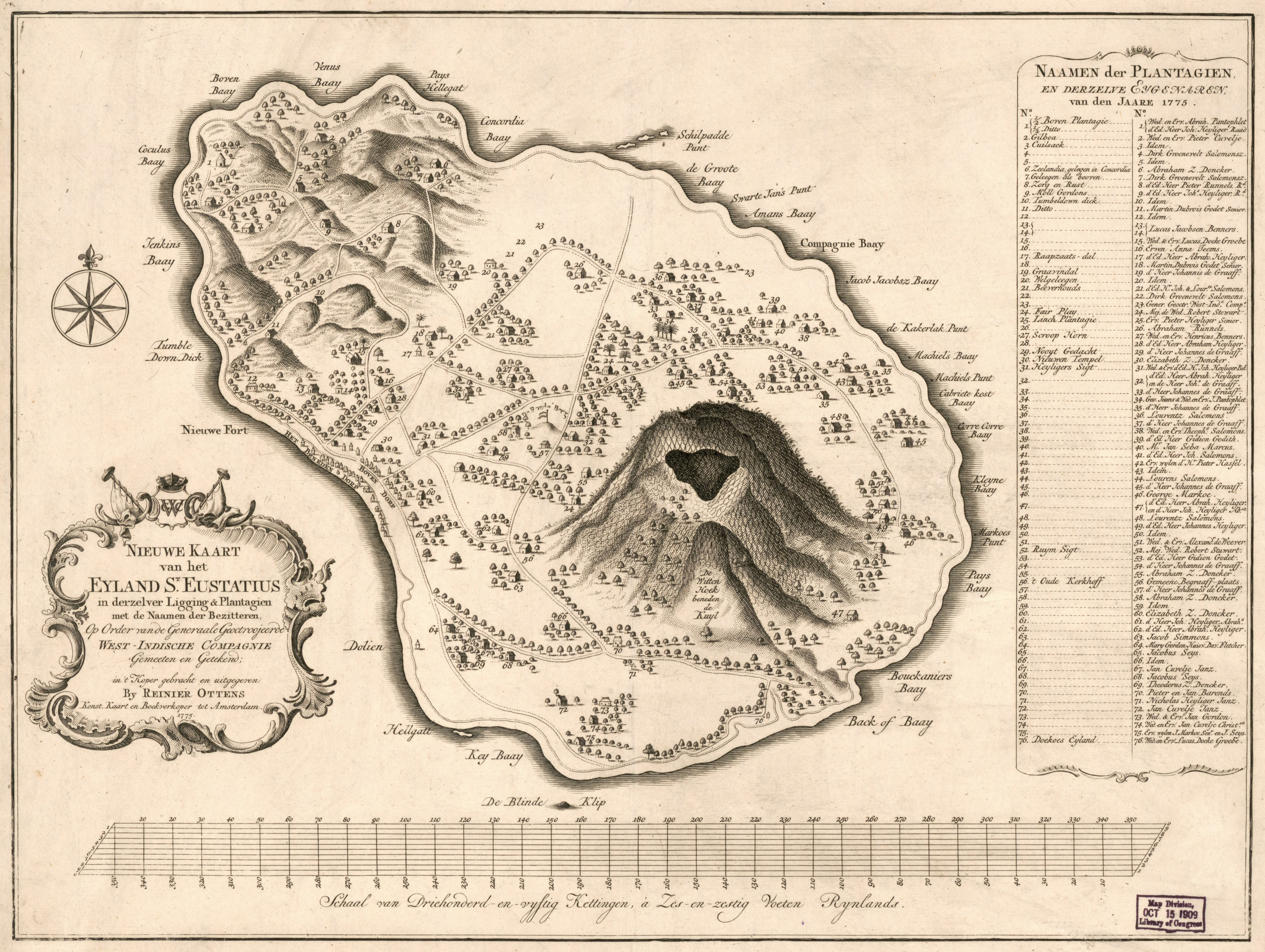
Kaart van Sint Eustatius met ligging van de plantages en namen der bezitters. Reinier Ottens, 1775

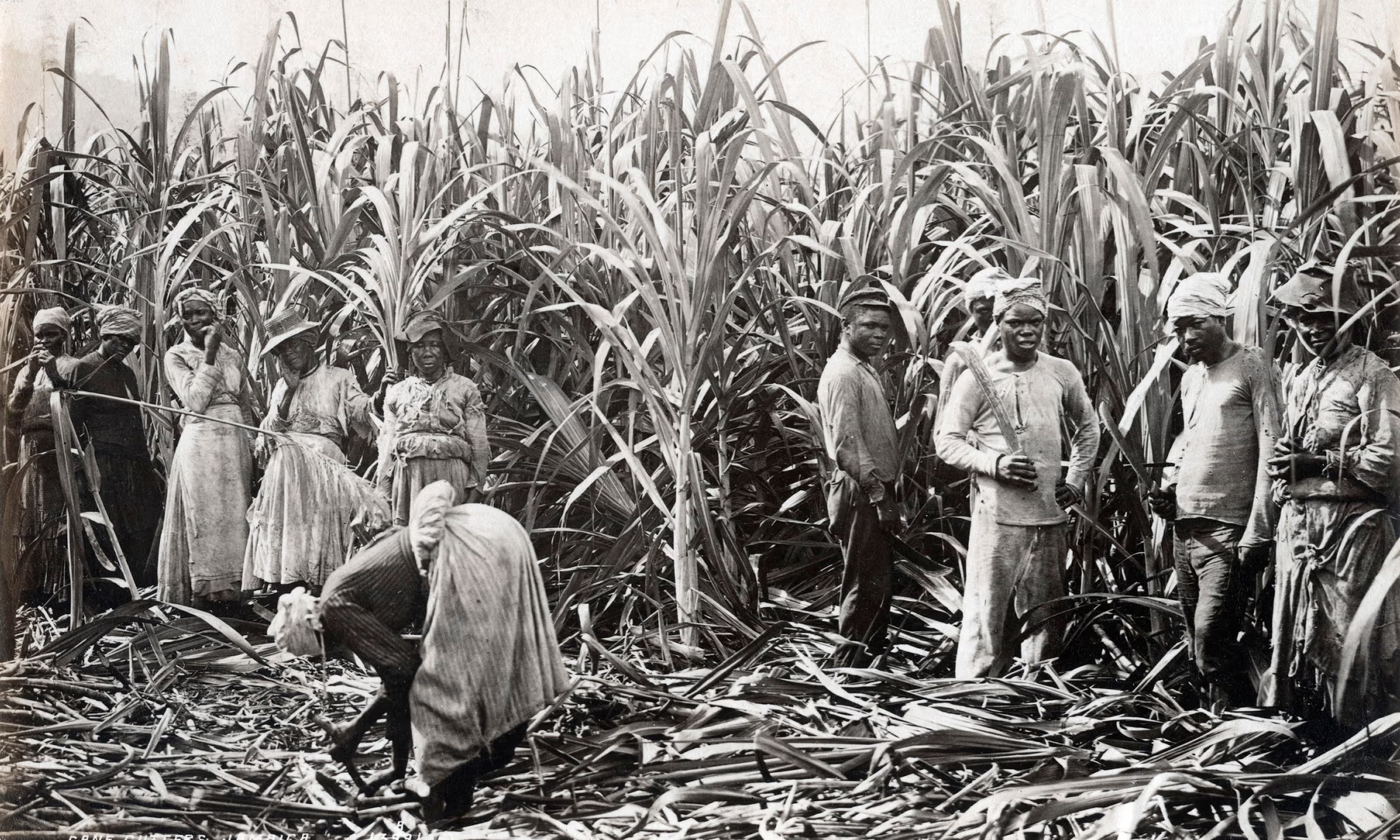
Arbeiders op een suikerrietplantage in Jamaica (1891)

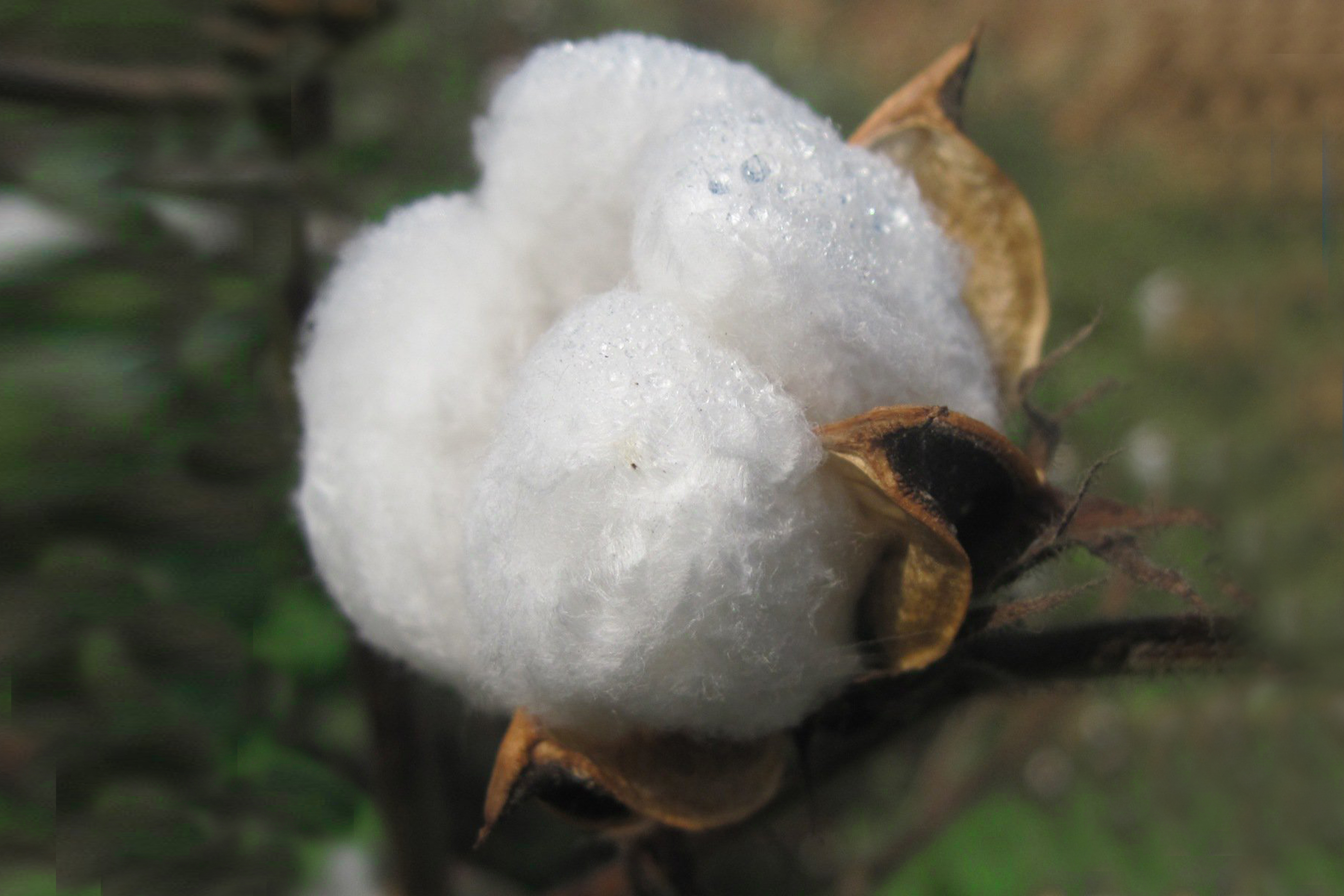
Katoen klaar voor de oogst

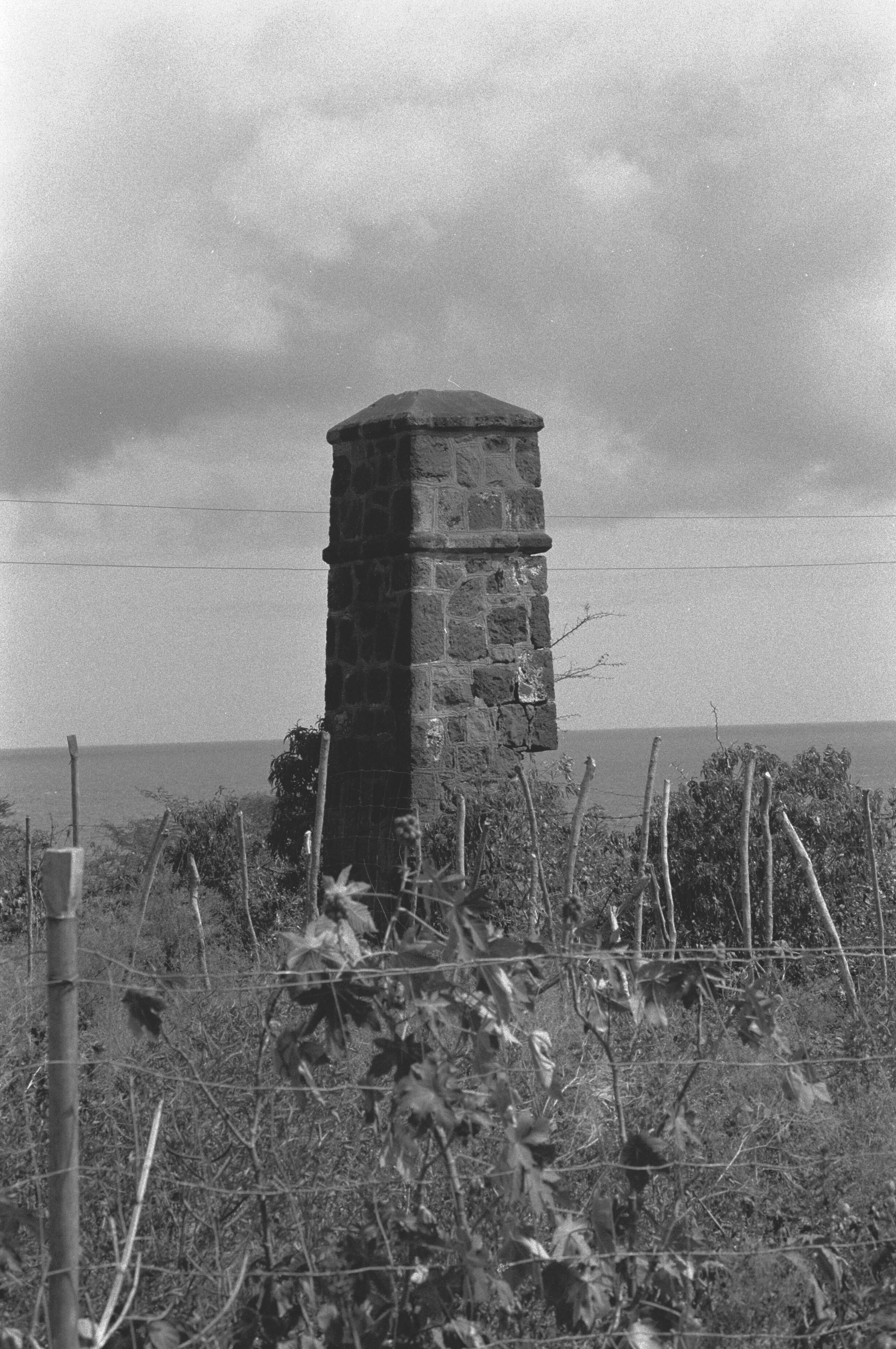
Restant suikerplantage English Quarter, schoorsteen - 20652577 - RCE

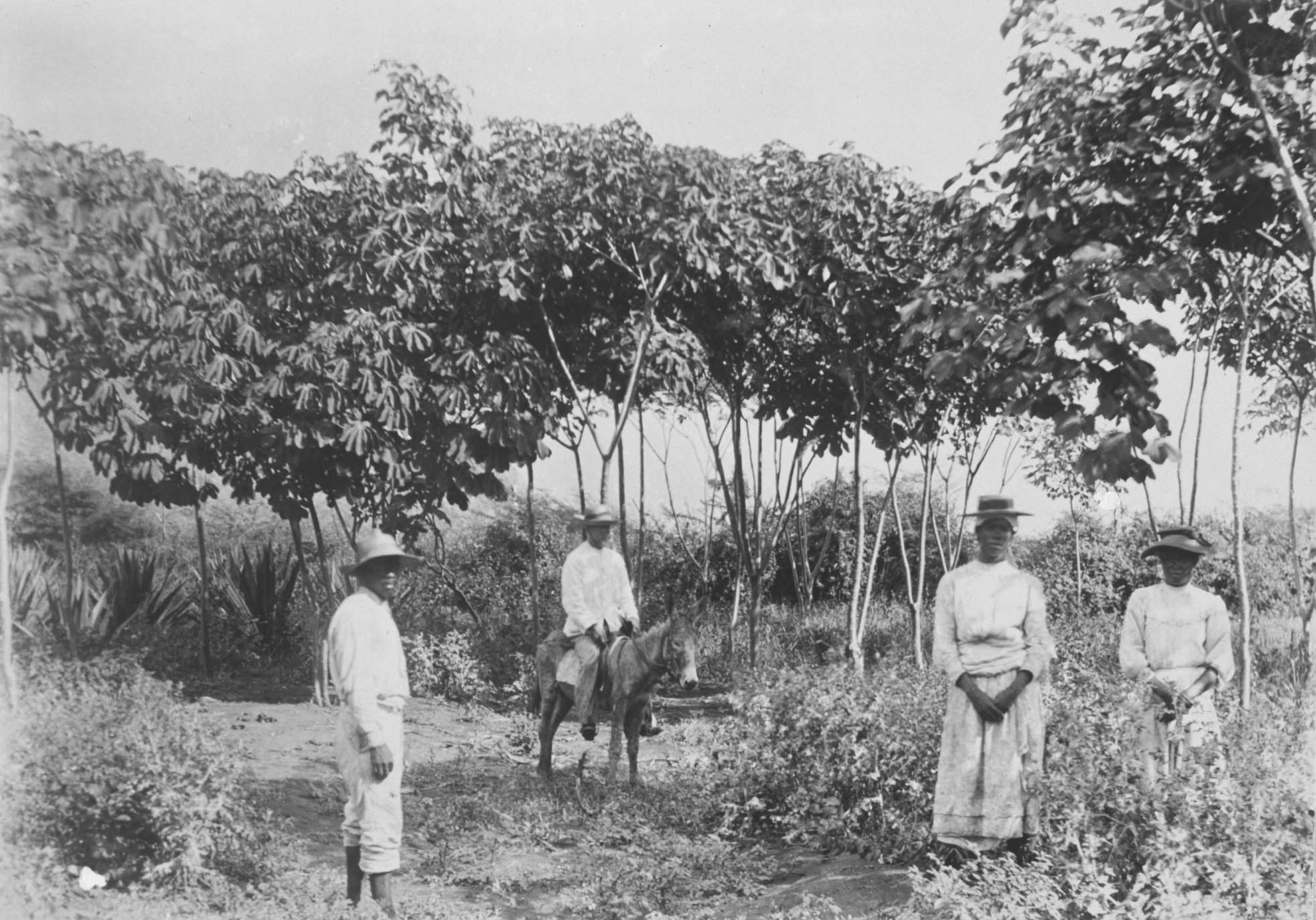
Plantage Zeelandia, ca. 1920

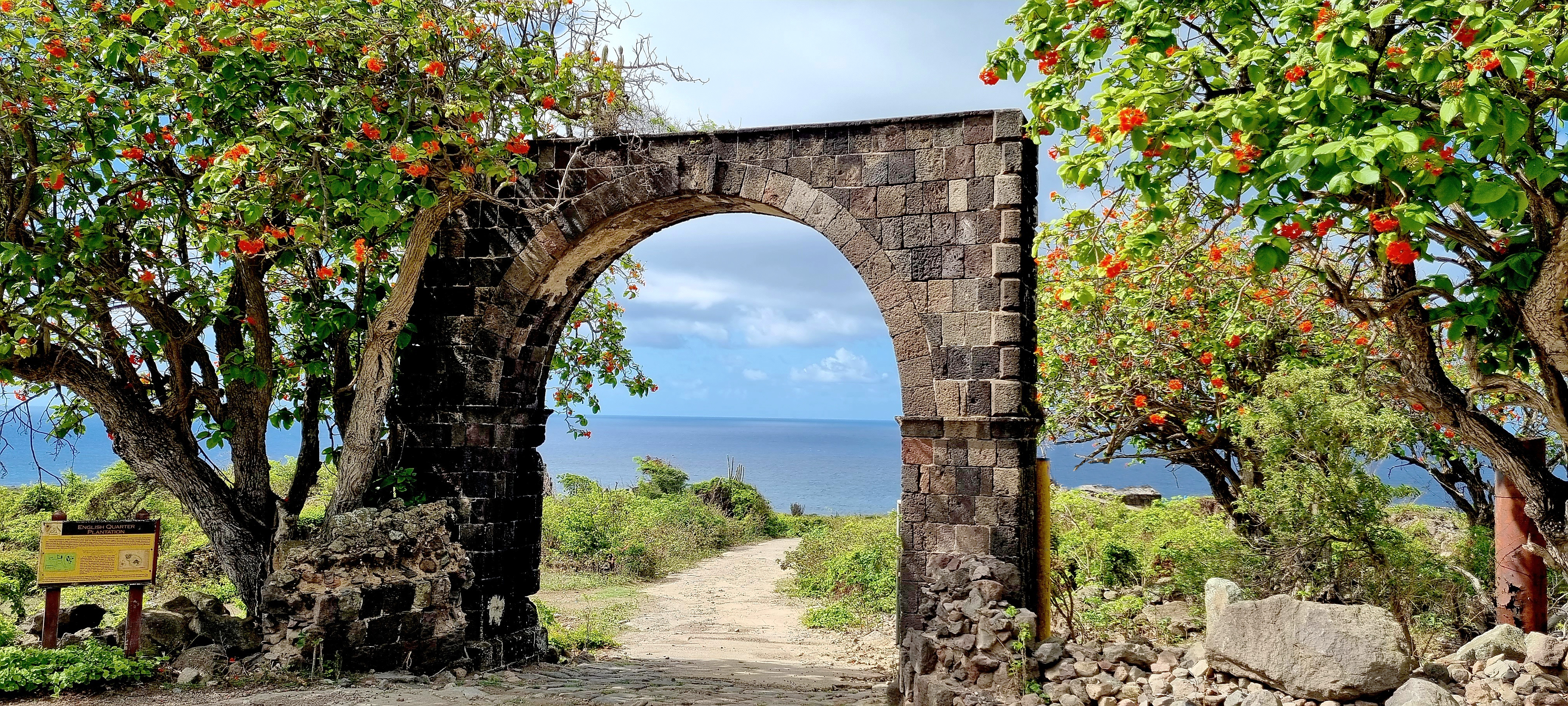
English Quarter, 2022

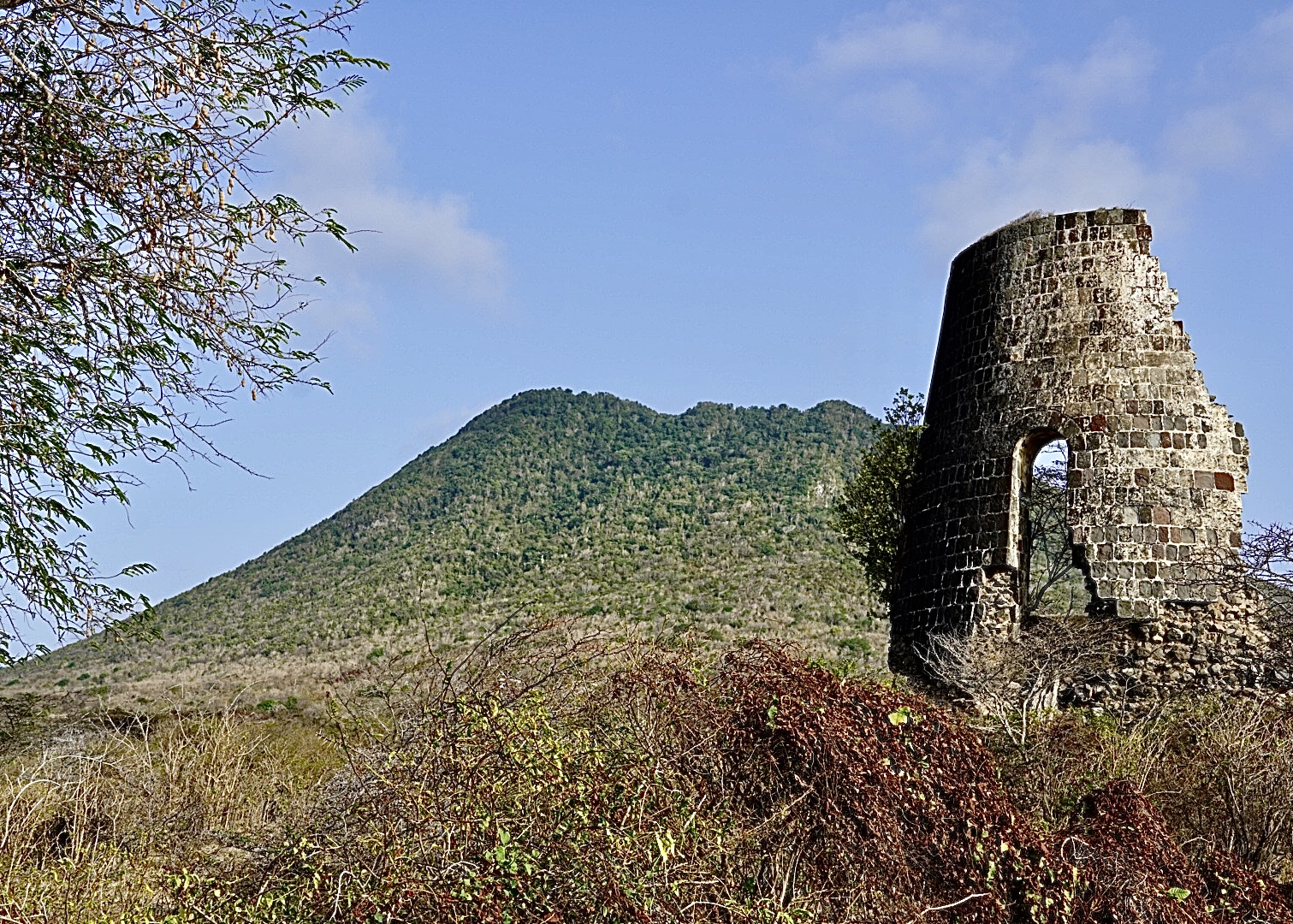
Resten van een suikermolen van plantage Fair Play

Plantages in de kolonie Sint Eustatius werden vooral in de zeventiende en achttiende eeuw opgezet door Europese kolonisten. De werkkrachten op de plantages werden uit mensenhandel betrokken en de opbrengsten gingen grotendeels terug naar het moederland. In de tweede helft van de achttiende eeuw werd het belang van de handel voor Sint Eustatius groter dan de plantage-economie. 

## Geschiedenis
De kolonisatie van Sint Eustatius begon in 1635 door Jan Snouck en andere Zeeuwen. In 1682 werd het eiland verkocht aan de West-Indische Compagnie (WIC) dat het in bezit hield tot haar opheffing in 1792. Het patroonschap lag in handen van een groep Zeeuwse kooplieden waaronder Abraham van Peere en Pieter van Rhee. De eerste tabak van Sint Eustatius komt in 1638 in Vlissingen op de markt. Rond 1689 trokken veel plantagehouders weg door de herhaalde verwoestingen en plunderingen bij overnames door andere koloniale machten, vaak naar het nabijgelegen Sint Thomas. De plantages werden verwaarloosd. De Vrede van Utrecht zorgde voor rust en in 1715 waren er weer elf suikerrietplantages in bedrijf. De verwaarloosde plantages in bezit van de West-Indische Compagnie werden rond 1730 van de hand gedaan. In de jaren veertig van de achttiende eeuw trok de handel op Sint Eustatius aan en is het 'Benedendorp' van Sint Eustatius opgebouwd waaronder vele pakhuizen.
Het aantal plantages nam toe van 35 in de jaren 1730 tot 75 in de jaren 1750. In 1840 waren er nog tien over. In 1752 verhuisden enkele rijke planters naar de Nederlandse kolonie Demerary die tot bloei begon te komen. De eerste plantages waren tabaksplantages die in latere decennia plaatsmaakten voor koffie-, katoen- en suikerrietplantages. De katoenteelt hield stand tot ongeveer 1740. De Grote Orkaan van 1780 vernielde op Sint Eustatius de koffie-aanplantingen en de koffieteelt is daarna verdwenen. Na de aanval van  admiraal Rodney in 1781 en de Franse occupatie daarna, kwam Sint Eustatius in 1784 weer in Nederlandse handen. Veel naar Sint Thomas gevluchte inwoners keerden terug en de landbouw werd weer grootschaals beoefend. Dit was voornamelijk suikerrietcultuur.
Aan begin van de twintigste eeuw deed gezaghebber Gerrit Johan van Grol (1867-1950) nog verschillende pogingen om katoenaanbouw en honingproductie op het eiland succesvol te maken.

## Omvang en ligging
Sint Eustatius ontwikkelde zich niet tot een volledige plantage-economie zoals bijvoorbeeld in Suriname vanwege de geringe jaarlijkse regenval. Lange perioden van droogte zorgden voor mislukte oogsten. Ontbossing en erosie leidden tot een slechte bodemkwaliteit.
Veel archiefmateriaal van Sint Eustatius uit de zeventiende en achttiende eeuw is door orkanen en bij gewelddadige overnames door de Fransen en Engelsen verloren gegaan. Van historische kaarten van Sint Eustatius is nog informatie af te leiden over namen van de plantages, de verdeling van het eigendom en de omvang van bezittingen. Deze kaarten worden door historici en archeologen nog steeds gebruikt. 
Archeologische opgravingen dragen ook bij aan de kennis over de oude plantages. Omdat op Sint Eustatius relatief weinig grootschalige economische ontwikkelingsprojecten hebben plaatsgevonden, is het eiland rijk aan archeologische vindplaatsen. Opgravingen hebben plaatsgevonden op voormalige plantages Golden Rock, Godet, Guyeau, Fair Play, Schotsenhoek, Steward en Pleasures en zijn veelal uitgevoerd door de St. Eustatius Center for Archaeological Research (SECAR).

## Arbeidskrachten
De eerste kolonisten gebruikten ontvoerde inheemse bewoners als slavenarbeiders, ook wel 'rode' slaven genoemd, meestal afkomstig van Dominica. De eerste tot slaaf gemaakte Afrikanen van de Trans-Atlantische slavenhandel werden in de jaren 1640 naar Sint Eustatius gebracht en werkten daarna op de steeds succesvollere tabaksplantages. Rond 1650 hadden ze de inheemse slavenarbeiders volledig vervangen. 
Het Verenigd Koninkrijk schafte de slavernij in 1833 af, wat tot gevolg had dat slaven vluchtten van Sint Eustatius naar het dichtbijgelegen Britse eiland St. Kitts. In 1863 werd met de Emancipatiewet de slavernij in Nederlands West-Indië en dus ook in Sint Eustatius afgeschaft.

## Plantage-eigenaren
De leden van de elite van Sint Eustatius waren vaak zowel plantagebezitters als handelaars. De families Heyliger, Doncker, De Windt, Lindesay, Markoe en Cuviljé vormden een hechte oligarchie.  Abraham Heyliger en William Moore behoorden tot de rijkste kolonisten met veel grond en de meeste aantallen slaafgemaakte arbeiders in bezit.

## Lijst van plantages
Onderstaande lijst geeft een overzicht van de plantages die op Sint Eustatius hebben bestaan. De lijst is (nog) niet volledig. 
- Benners
- English Quarter
- Fair Play
- Gilboa
- Godet
- Golden Rock
- Guyeau
- Heyligers Sigt

- Kuilzak
- De Loovers
- Lynch
- Mussenden
- Nooit Gedacht
- Pleasures
- Princess
- Ruym Sigt

- Schotsenhoek (The Farm)
- Steward
- Testemakers
- Witten Hoek
- Zeelandia
- Zorg en Rust

## Begraafplaatsen
Met de jaren zijn op Sint Eustatius op verschillende plekken begraafplaatsen ontdekt waarbij ook opgravingen van menselijke resten hebben plaatsgevonden. Dit betrof zowel begraafplaatsen uit de tijd van Saladoïde bewoning als Afrikaanse begraafplaatsen behorend bij een voormalige plantage zoals de begraafplaats van Godet en de begraafplaats bij Golden Rock.

## Betekenis in de huidige tijd
Het landschap van Sint Eustatius wordt nog grotendeels bepaald door de ligging van de oude plantages. Ruïnes van de plantagehuizen, werkplaatsen en pakhuizen zijn overal te vinden. Veel wegen volgen de grenzen van de oude plantages afgezet door slavenmuren en buurten of landelijke gebieden op het eiland hebben nog vaak dezelfde namen.